# Junkers Ju 89
Junkers Ju 89 là tên một loại máy bay ném bom hạng nặng được thiết kế và sản xuất bởi hãng Junkers nhằm phục vụ cho lực lượng Luftwaffe trong thế chiến II.Có 2 mẫu thử nghiệm được sản xuất nhưng không có một chiếc nào được đưa vào sản xuất.Sau quá trình thử nghiệm, Ju 89 được Luftwaffe và Lufthansa sử dụng làm máy bay vận tải.

## Phát triển
Vào năm 1933, tướng Walther Wever-giữ chức vụ quan trọng trong Luftwaffe đã sớm nhận ra vai trò quan trọng của máy bay ném bom hạng nặng trong tương lai.Và ngay lập tức dự án phát triển máy bay ném bom chiến lược (Langstrecken-Grossbomber) được giao cho tập đoàn Junkers.
Wever lập ra dự án Ural và bí mật chỉ thị hai tập đoàn sản xuất máy bay lớn nhất nước Đức là Junkers và Dornier phải thiết kế một mẫu máy bay ném bom chiến lược tầm xa mới.Ngay sau đó, hai tập đoàn đã đưa đến hai mẫu máy bay mới đó là Dornier Do 19 và Junkers Ju 89 và RLM đã chấp thuận hai mẫu máy bay trên.
Tuy nhiên, khi Junkers Ju 89 và đối thủ của nó, Dornier Do 19 đang được chọn lựa bởi Wever thì bất ngờ ông ta bị thiệt mạng trong một cuộc va chạm hàng không vào năm 1936.Hai người thay thế ông ta-Ernst Udet và Hans Jeschonnek thì lại thích những loại máy bay ném bom nhẹ hơn.Hai ông còn muốn phát triển tiếp dòng Ju 87 Stuka và không muốn nghĩ gì đến máy bay ném bom chiến lược.
Udet và Jeschonnek thuyết phục Hermann Göring tiếp tục nâng cấp và phát triển dòng máy bay bổ nhào, vì thấy lợi ích của dòng máy bay này được thể hiện qua chiến dịch Blitzkrieg tại mặt trận phía Đông nên Göring cũng chẳng lo nghĩ gì đến việc phát triển dòng máy bay ném bom chiến lược mà chỉ lo phát triển tiếp dòng Junkers Ju 87.Chỉ đến khi năm 1940, chiến dịch nước Anh của Đức Quốc xã bị phá sản thì Göring mới nhận ra tầm quan trọng của máy bay ném bom chiến lược tầm xa-nhưng đã quá muộn để phát triển một dòng máy bay ném bom mới ngoài Heinkel He 111.

### Mẫu đầu tiên

Junkers Ju-89 đang bay

Vào ngày 11/4/1937, mẫu Ju 89 D-AFIT lần đầu tiên được bay bởi phi công Hesselbach.Nhưng chỉ 2 tuần sau đó, ngày 25/4/1937, dự án phát triển dòng máy bay bị huỷ bỏ bởi RLM.Lý do chính là vì mẫu máy bay ngốn quá nhiều nhiên liệu và động cơ không được tốt lắm.Nếu so với Junkers Ju 88 thì Ju 89 D-AFIT tiêu thụ nhiên liệu gấp 2 lân Ju-88.

### Mẫu thứ hai
Junkers hoàn thành mẫu Ju 89 D-ALAT vào tháng 7/1937.Trong mẫu thứ hai, Junkers sử dụng buồng lái và các bàn điều khiển mới vào thử nghiệm.Trong quá trình thử nghiệm, Ju 89 D-ALAT được thử nghiệm với độ cao từ 7,242 m đến 9,312 m với trọng tải từ 5000 kg đến 10000 kg.
Vào ngày 4/6/1938, Junkers thử nghiệm mẫu D-ALAT với trọng tải 5000 kg bay tại độ cao 9,312 m.Vào ngày 8/6/1938, D-ALAT được thử nghiệm tại độ cao 7,242 m với trọng tải 10.000 kg.Vào cuối những năm 1938, bản báo cáo được gửi đến cho Luftwaffe và sau đó mẫu D-ALAT được không quân Đức sử dụng với vai trò là máy bay vận tải.Vào cuối những năm 1939, cả hai mẫu D-ALAT và D-AFIT đều bị huỷ bỏ.Tuy nhiên, Na Uy đã mua lại dự án Ju 89 của tập đoàn Junkers và nghiên cứu thành mẫu máy bay cho riêng mình.Về sau, Luftwaffe sử dụng Ju 89 với vai trò là máy bay vận tải hạng nặng và Lufthansa cũng mua máy bay Ju 89 để chuyển hàng xuyên lục địa.Ju 89 có một biến thể duy nhất là Ju 90.

## Thông số kĩ thuật(Junkers Ju 89 V2)
- Kíp lái:5 người.
- Chiều dài:26.49 m.
- Độ dài cánh:35.25 m.
- Chiều cao:7.60 m.
- Diện tích cánh:184 m²
- Trọng lượng máy bay(khi chưa chở hàng):17.000 kg.
- Trọng lượng máy bay(khi chứa đầy hàng):20.800 kg.
- Trọng lượng tối đa có thể chứa:27.800 kg.
- Động cơ:4× Daimler-Benz DB 600A, 560 kW (750 hp) mỗi máy.
- Tốc độ tối đa:386 km/h.
- Tầm hoạt động:2980 km.
- Tầm bay tối đa hoạt động:7000 m.
- Trọng tải mỗi cánh:11.2 kg/m².
- Công suất/Áp lực:0.06 hp/lb ().
- Vũ khí:2 × pháo 20 mm MG FF.
- Vũ khí phụ:2 × súng máy 7.92 mm (.312 in) MG 15.